# 外資系企業
外資系企業（がいしけいきぎょう）とは、外国法人又は外国人が一定程度以上の出資をする日本の企業（通常は株式会社だが合同会社も増えている）をいう。口頭表現等では「外資系」「外資」と略称することも多い。外資系でない日本の企業は、日系、国内系、民族系、内資系（製薬・メディカル業界で使われる）などと呼ばれる。日本以外の国に関しても同様の意味で用いられることがある。

## 概況
経済産業省（旧通商産業省）は、1967年以降毎年、外資系企業について調査を行っており、その調査結果を、翌年以降毎年『外資系企業の動向』として公刊している。ここで調査対象となるのはおおむね以下の企業である。
1. 外国投資家が株式又は持分の3分の1超を所有している企業
2. 外国投資家が株式又は持分の3分の1超を所有している持株会社が出資する企業であって、外国投資家の直接出資比率及び間接出資比率の合計が3分の1超となる企業
3. 上記1、2いずれの場合も、外国側筆頭出資者の出資比率が10%以上である企業

外国会社が日本の会社の株式又は持分を取得することについては、外為法により対内直接投資とされてその規制に服するが、現在では、一定の場合には事前届出が求められるといった例外があるほかは、原則として事後報告で足りる。

### 統計
- 経済産業省の調査では令和元年度において日本に5,748の外資系企業が存在し、うち2,808の企業から有効回答を得、内訳は外資比率100%が2,074、50%超100%未満が435、50%が129、50%未満が170となっている。
- 総務省統計局の調査では令和元年度の日本の就業者数(年度平均)は6,733万人であることから、経済産業省の調査による外資系企業の常時従業者数（約51万人）は、就業者数の約0.76％（132人に1人）の割合となっている。

| 順 | 国             | 企業数 |
| -- | -------------- | ------ |
| 1  | アメリカ合衆国 | 607    |
| 2  | 中華人民共和国 | 317    |
| 3  | ドイツ         | 301    |
| 4  | 韓国           | 165    |
| 5  | フランス       | 164    |
| 6  | オランダ       | 152    |
| 7  | スイス         | 149    |
| 8  | 台湾           | 144    |
| 9  | イギリス       | 143    |
| 10 | シンガポール   | 139    |
|    | 総計           | 2,808  |

| 業種         | 企業数 |
| ------------ | ------ |
| 卸売業       | 1,096  |
| サービス業   | 441    |
| 情報通信業   | 287    |
| 小売業       | 139    |
| 金融・保険業 | 130    |
| 運輸業       | 83     |
| 情報通信機械 | 70     |
| 化学         | 67     |
| 生産用機械   | 49     |
| 輸送機械     | 49     |
| 総計         | 2,808  |

| 順 | 都道府県 | 企業数（本社立地） |
| -- | -------- | ------------------ |
| 1  | 東京都   | 1,829              |
| 2  | 神奈川県 | 297                |
| 3  | 大阪府   | 143                |
| 4  | 愛知県   | 82                 |
| 5  | 兵庫県   | 80                 |
| 6  | 埼玉県   | 59                 |
| 7  | 千葉県   | 51                 |
| 8  | 福岡県   | 31                 |
| 9  | 静岡県   | 21                 |
| 10 | 京都府   | 17                 |
|    | 総計     | 2,808              |

| 順 | 都道府県 | 従業者数（各事業所ベース） |
| -- | -------- | -------------------------- |
| 1  | 東京都   | 125,325                    |
| 2  | 神奈川県 | 51,753                     |
| 3  | 大阪府   | 42,877                     |
| 4  | 愛知県   | 15,913                     |
| 5  | 静岡県   | 15,429                     |
| 6  | 三重県   | 13,985                     |
| 7  | 埼玉県   | 13,310                     |
| 8  | 兵庫県   | 12,576                     |
| 9  | 千葉県   | 11,033                     |
| 10 | 福岡県   | 9,020                      |
|    | 総計     | 402,932                    |